# 정규직
정규직(正規職)은 일반해고가 불가능한 전일제(Full-time) 근로직을 의미한다. 정규직의 반대는 비정규직이다.

## 일본
일본에서는 종신고용이라고 하여 한 기업에서 정년까지 일하는 형태가 있다.

## 같이 보기
- 계약직
- 비정규직